# Siegfried Anzinger
Siegfried Anzinger (Weyer, 25 febbraio 1953) è un pittore austriaco e un fondatore della cosiddetta "Neue Wilde".

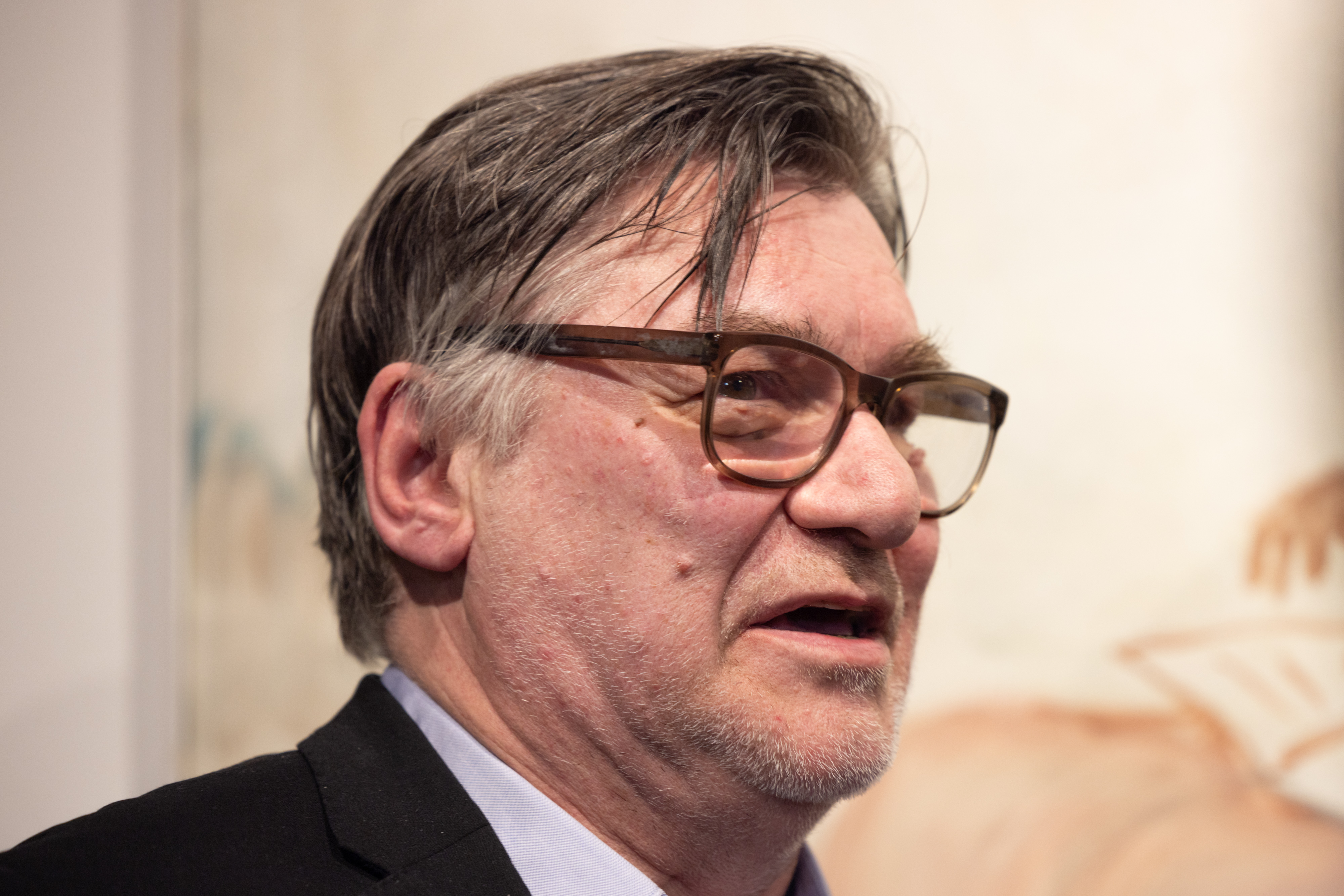
Siegfried Anzinger 2023

Siegfried Anzinger studiò dal 1971 fino al 1977 alla Akademie der bildenden Künste Wien presso il professore Maximilian Melcher. Nel 1981 si trasferì a Colonia, dal 1998 è professore di pittura presso la Kunstakademie Düsseldorf.
Anzinger vive e lavora tra Vienna e Colonia.

## Mostre (selezione)
- 1982 documenta 7, Kassel; Zeitgeist (Ausstellung)
- 1985 Kunstmuseum Basel; Kunstmuseum Bonn
- 1986 Kunsthalle Hamburg
- 1987 Museum van Hedgendaagse Kunst, Gent: "Aktuelle Kunst in Österreich"
- 1988 Biennale Venedig: Padiglione austriaco
- 1998 Museum Moderner Kunst, Vienna; Secession, Vienna: "100 Jahre Wiener Secession"
- 2000 Kunsthalle Bielefeld; Kunsthalle Köln: "Wahre Wunder- Sammlungen der Rheinländer";
- 2003 Sammlung Essl, Vienna: "Werke des Künstlerpaares Siegfried Anzinger und Marie Luise Lebschik"

## Collezioni pubbliche
Germania
- Altana Kulturstiftung im Sinclair-Haus, Bad Homburg
- Artothek Köln, Colonia
- Kolumba Kunstmuseum, Colonia
- Kunstmuseum Magdeburg - Kloster Unser Lieben Frauen, Magdeburg

Italia
- Terrae Motus, Reggia di Caserta

Austria
- Österreichische Galerie Belvedere, Vienna
- Generali Foundation, Vienna
- Museum der Moderne Salzburg
- Neue Galerie, Graz
- Sammlung Essl, Klosterneuburg
- Volpinum Kunstsammlung, Vienna